# Comuna de Suchań
Suchań (polaco: Gmina Suchań) é uma gminy (comuna) na Polónia, na voivodia de Pomerânia Ocidental e no condado de Stargardzki.
De acordo com os censos de 2005, a comuna tem 4.302 habitantes, com uma densidade 32,4 hab/km².

## Área
Estende-se por uma área de 132,80 km².

## Demografia
Dados de 30 de Junho 2004:
|                      | Total   | Total | Mulheres | Mulheres | Homens  | Homens |
| -------------------- | ------- | ----- | -------- | -------- | ------- | ------ |
|                      | pessoas | %     | pessoas  | %        | pessoas | %      |
| População            | 4302    | 100   | 2139     | 49,7     | 2163    | 50,3   |
| Densidade (pop./km²) | 32,4    | 100   | 16,1     | 16,1     | 16,3    | 16,3   |

De acordo com dados de 2002, o rendimento médio per capita ascendia a 1355,48 zł.